# Psicologia dello sviluppo

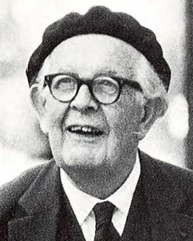
Jean Piaget

La psicologia dello sviluppo è una branca della psicologia che studia i cambiamenti che si verificano nel comportamento e nella personalità in funzione del tempo, dal momento del concepimento e per tutto l'arco della vita, e talora anche nota come "psicologia del ciclo di vita". Il cambio di denominazione della disciplina, prima conosciuta anche come psicologia dell'età evolutiva o psicologia infantile, evidenzia lo studio del cambiamento evolutivo e la sua estensione al ciclo di vita; di fatto ormai l'attenzione è posta sul "cambiamento" da una fase all'altra dell'esistenza dell'individuo e non solo sull'infanzia. È certo che i primi anni di vita sino all'adolescenza subiscono il cambiamento maggiore e visibile, ma è altrettanto vero che l'età avanzata richiede processi di adattamento che modificano il comportamento del soggetto.
La psicologia dello sviluppo è stata oggetto di discussione per molti secoli. Lo sviluppo dipende, nella maggior parte dei casi sia da fattori biologici che da fattori ambientali, ma è ancora da stabilire in quale misura essi abbiano peso. Questa disciplina mette in relazione linguaggio, abilità cognitive e motorie, comportamento, sviluppo emotivo e sviluppo sociale, per poter spiegare i diversi momenti della crescita di una persona. Si possono individuare due principali linee teoriche, che sono alla base delle ricerche e dei dibattiti: i cambiamenti scaturiscono da fattori innati e biologici secondo una, mentre l'altra pone l'ambiente e la cultura che circondano il bambino come fattori principali dello sviluppo. Per "fattori biologici" si intende l'insieme del patrimonio genetico che influenza lo sviluppo psicosomatico dell'uomo e le sue future competenze, mentre per "fattori ambientali" si intende il complesso di esperienze a cui l'essere va incontro nell'arco della vita.
La psicologia dello sviluppo nasce e si diffonde all'incirca verso la fine del diciannovesimo secolo, grazie anche ai cambiamenti sociali ed economici che permisero una maggiore attenzione nei confronti delle malattie infantili e dell'infanzia in generale. I maggiori esponenti dell'epoca furono di sicuro Jean Piaget (1896-1980) e Lev Vygotskij (1896-1934). Piaget formulò il suo pensiero partendo dagli scritti di James Mark Baldwin (1861-1934).

## Generalità

### Sviluppo e maturazione
Lo sviluppo è un cambiamento incrementale e si compone di due fattori principali: la crescita e l'apprendimento. Per maturazione si parla della modificazione innata della specie, mentre per apprendimento si intende l'insieme di esperienze vissute dall'individuo.
Premesso che le tappe di crescita nei bambini sono molto simili in tutto il mondo, si può affermare che entro l'adolescenza lo sviluppo cerebrale vada incontro ai suoi cambiamenti maggiori, ma non si porterà a "termine" prima dei 25 anni. A questo punto, un certo numero di abilità vengono dimenticate, pur mantenendo una discreta plasticità cerebrale (possibilità di imparare nuove abilità nel corso del tempo).
Allo sviluppo si contrappongono cambiamenti decrementali come il deterioramento, la perdita e la regressione.
Durante lo sviluppo possono verificarsi dei fenomeni assimilabili alle perdite (es. audimutismo fisiologico), che in realtà fanno parte della crescita del soggetto.
I traumi possono condurre a delle regressioni e a periodi dello sviluppo precedente (fissazioni).

### Fasi dello sviluppo
La psicologia dello sviluppo studia il processo di crescita o organizzazione delle persone, crescita fisica e psicologica. I macroperiodi dello sviluppo sono:
1. Prima infanzia: da 0 a 24 mesi;
2. Seconda infanzia: da 25 mesi a 5 anni;
3. Terza infanzia o fanciullezza: da 6 ai 10 anni;
4. Preadolescenza: da 11 ai 13 anni;
5. Adolescenza: da 14 a 21 anni;
6. Età adulta: da 22 a 59 anni, con un periodo intermedio definito giovinezza non facilmente delimitabile, ma compreso, quasi universalmente, fra i 22 e i 30 anni;
7. Senescenza: oltre i 60 anni. (anche se recentemente si è spostato il limite ai 65 anni[11])

Sino agli anni duemila la comunità scientifica riteneva che lo sviluppo cerebrale terminasse con la prima infanzia. Le ricerche delle prime due decadi del nuovo millennio hanno dimostrato invece che il cervello è estremamente plastico e che lo sviluppo dura fino a 20-25 anni, interessando le funzioni cognitive e il comportamento sociale. Se gli adulti sono un modello sociale e un supporto agli adolescenti, il ruolo-chiave è giocato dal gruppo di coetanei nel quale gli adolescenti assumono un rischio (ad esempio, fumo o alcool) per creare e vedere riconosciuta la propria identità.

## Idea d'infanzia
La nostra immagine dell'infanzia è influenzata da fattori ambientali e sociali. Infatti l'idea d'infanzia si costruisce sulla base delle esperienze e dell'immagine della realtà che ognuno possiede. La psicologia dello sviluppo propone almeno due prospettive d'interpretazione, ovvero due diverse idee di infanzia: una storica e una culturale.

### Prospettiva storica
All'interno della storia, vengono proposte diverse immagini del bambino: il bambino come "adulto in miniatura", il bambino come "vittima" e il bambino dei "diritti".
La storia dell'infanzia è antica quanto l'essere umano, ma la visione sociale del bambino è stata evidenziata solo di recente: nel Medioevo non esisteva un'idea chiara di infanzia o di bambino, e fin circa al XIX secolo i bambini erano considerati come gli adulti, ovvero degli adulti in miniatura, ne condividevano infatti giochi e attività, persino la fattura degli abiti.

#### Il bambino adulto in miniatura
Nel XVII secolo l'umanista Comenio (1592-1670), rifacendosi ad Aristotele, suddivise l'età evolutiva in quattro stadi, ognuno con caratteristiche proprie, contrapponendosi alla teoria medievale dell'omuncolo, secondo cui il bambino non era altro che un adulto in miniatura, già completamente formato nella cellula riproduttiva.
Questo nuovo modo di riferirsi all'infanzia consentì una migliore pianificazione dell'intervento educativo, ma anche metodi educativi più duri rispetto al passato, soprattutto nei collegi, come Philippe Ariès riferì riguardo alla situazione francese.

#### Il bambino come vittima
Era frequente nel XVII e XVIII secolo che i bambini fossero sottoposti a maltrattamenti quasi sempre motivati dalla morale religiosa: i bambini erano considerati "cattivi" e per questo andavano puniti. McLaughlin scrisse che nel periodo medievale i genitori si dividevano tra atteggiamenti protettivi e atteggiamenti rifiutanti, non sapevano come comportarsi con loro, se includerli nella società degli adulti o escluderli.

#### Il bambino dei diritti
La figura del bambino che si è diffusa dal XIX secolo in poi, comprende sempre più la visione dei bisogni educativi dei piccoli sia nella famiglia che nella società. Nel 1990 fu emanata la Dichiarazione del World Summit for Children grazie al quale i bambini conquistano i loro diritti e una figura non più subordinata agli adulti.
Nel mondo occidentale l'attenzione per l'infanzia fu sempre più diffusa: l'educazione e la disciplina, non furono più sufficienti, infatti andò affermandosi anche la necessità che essi dovessero essere integrati nella società e protetti, riconoscendo e soddisfacendo i loro bisogni e le loro esigenze psicologiche. Le idee di Rousseau, di Freud e, in seguito, di Maria Montessori e di molti altri, contribuirono a delineare una nuova immagine del bambino e a rafforzare il convincimento che infanzia e fanciullezza dovessero essere salvaguardate.
Rousseau e Piaget ripresero da Comenio il concetto di stadio di sviluppo e sottolinearono le differenze tra il modo di pensare di un adulto e quello di un bambino. Maria Montessori, ricollegandosi agli studi del medico-pedagogista Itard e partendo dall'idea che non si può operare una separazione tra corpo e mente, sottolineò l'importanza dei sensi e della partecipazione attiva nell'apprendimento.
Incoraggiate da pediatri e pedagoghi, le mamme impararono a svolgere il ruolo che veniva loro indicato. Le preoccupazioni della madre moderna riguardano ogni aspetto della vita dell’infante, come nota Elisabeth Badinter, con l'affermarsi della madre moderna "non amare i figli è diventato un crimine imperdonabile. La buona madre è affettuosa, oppure non è, non esistono le vie di mezzo".

### Prospettiva culturale
Indaga le differenze che esistono tra le varie culture, prospettiva cross-culturale, in quanto gli individui vengono educati sulla base dei valori condivisi della società: in antropologia culturale e sociologia, il termine è infatti riferito all'influenza che diverse culture hanno sui comportamenti degli individui e della collettività. Non vi è omogeneità nell'allevare i figli, ma vi sono diversi sistemi che agiscono sulla base delle differenze sociali, storiche e culturali di ciascun caso specifico.
La prospettiva cross-culturale ha permesso di evidenziare le differenze e le somiglianze sulle abitudini relative all'educazione e sull'attaccamento della prole umana, evidenziando differenze sostanziali fra la cultura occidentale e, per esempio, africane: se nei primi predomina il modello della famiglia come nucleo dove i figli vengono cresciuti in autonomia, nelle popolazioni quali i kikuyu e gli hausa, il bambino può essere allevato da più persone.

## Modelli di studio
Sin dalla fine del XIX secolo si cercava di affermare il ruolo della ereditarietà come fattore preminente nella crescita del bambino, attraverso le teorie evoluzioniste. Successivamente le teorie comportamentiste incentrarono l'attenzione sull'ambiente di vita e secondo John Locke, esponente di spicco dell'empirismo, la mente del neonato era concepita come una tabula rasa, in cui l'esperienza era l'unica possibilità per sviluppare e creare le conoscenze individuali.
Alla fine degli anni sessanta del XX secolo, con il prevalere del cognitivismo e delle emergenti tecnologie di studio, si ebbe una radicale svolta sull'orientamento teorico del comportamentismo, abbandonando la convinzione che il bambino fosse un individuo incompetente, per la nuova visione di una giovane vita già predisposta ad acquisire abilità sempre più complesse.. All'inizio del 1960 con Herbert Simon si iniziò a parlare di «processo delle elaborazioni del bambino (human information processing)»: la mente veniva considerata come un contenitore di capacità, in pratica il bambino avrebbe utilizzato un programma che utilizzava programmi precedenti per svilupparne di successivi. Questa visione
dell'"elaborazione dei dati" portò naturalmente alle neuroscienze attraverso i modelli connessionistici.
Jean Piaget e Lev Vygotskij sono di sicuro considerati, nell'era moderna, gli scienziati più importati per l'avanzamento negli studi della psicologia dello sviluppo.
- Piaget, nella sua visione, poneva il bambino al centro della scena: grazie alle interazioni con l'ambiente e le figure parentali, aveva la possibilità di migliorare le sue conoscenze.[6] Lo studioso utilizzò sia modelli descrittivi che esplicativi per descriverne lo sviluppo:
  1. I modelli descrittivi si fondano sul ragionamento induttivo e implicano "la generalizzazione" di capacità partendo da situazioni specifiche.[23] In pratica Piaget applicò, a tutta la popolazione di una certa età, delle abilità cognitive che aveva osservato.[23]
  2. I modelli esplicativi si fondano invece sul ragionamento adduttivo e implicano la presenza di una "interferenza" per ottenere una spiegazione possibile attraverso la deduzione.[23]
- Vygotskij, popolare in occidente solo a partire dagli anni sessanta, sostenne che l'interazione con l'ambiente era fondamentale e necessaria per la crescita cognitiva dei bambini.[23][24] Secondo lo studioso l'importanza della socializzazione sta all'interno dell'«interiorizzazione» che conduceva al passaggio fra linguaggio come strumento comunicativo, al linguaggio come strumento di regolazione.[25] Per Piaget, al contrario, il linguaggio da funzione interna diventa una funzione sociale.[26]

|                                  |                                                | La teoria dello sviluppo secondo Piaget |  |
| Stadio                           | Età o periodo                                  | Descrizione |  |
| -------------------------------- | ---------------------------------------------- | --- |  |
| Stadio senso-motorio             | Prima infanzia (0–2 anni)                      | Sono presenti l'intelligenza e l'attività motoria ma non l'uso dei simboli; lo sviluppo delle conoscenze è ancora limitato; la conoscenza si basa su esperienze/interazioni; la mobilità permette al bambino di imparare cose nuove; al termine di questa fase sono già sviluppate alcune competenze linguistiche. L'obiettivo di questo stadio è quello di sviluppare la permanenza dell'oggetto; si raggiungono conoscenze di base della causalità, del tempo e dello spazio. |  |
| Stadio pre-operatorio            | Infanzia (2–7 anni)                            | Sono presenti l'uso dei simboli e le competenze linguistiche; sono sviluppate memoria e immaginazione; il pensiero è non reversibile e non-logico; si mostrano capacità di soluzione dei problemi intuitive; si comincia a comprendere le relazioni inter-personali; si coglie il concetto di conservazione dei numeri; predomina il pensiero egocentrico. |  |
| Stadio delle operazioni concrete | Tarda infanzia e prima adolescenza (7–12 anni) | L'intelligenza è logica e sistematica; la manipolazione dei simboli è relativa a oggetti concreti; il pensiero è ora caratterizzato da reversibilità e dalla capacità di "mettersi nei panni degli altri"; si colgono i concetti di conservazione della massa, lunghezza, peso e volume; il pensiero operativo predomina sul pensiero non-reversibile ed egocentrico. |  |
| Stadio delle operazioni formali  | Adolescenza e età adulta (12 anni e oltre)     | Si ha l'impiego logico dei simboli relativi a concetti astratti; si acquisisce flessibilità di pensiero così come le capacità di pensiero astratto e di verifica delle ipotesi mentali; si possono prendere in considerazione le possibili alternative di ragionamento e la risoluzione complessa dei problemi. |  |

Per i due autori il ruolo dell'interazione con la società, quindi contesti educativi e didattici, erano imprescindibili per lo sviluppo dei giovani soggetti. Jerome Bruner (1915-2016), pur seguace di Vygotskij, asseriva che lo sviluppo cognitivo fosse profondamente influenzato dalla cultura e che contesti diversi influenzassero sviluppi diversi. Nell'esposizione della sua teoria, Bruner, profondo conoscitore di Piaget e Vygotskij, riuscì a fondere le due componenti: quella biologico-naturale di Piaget e quella socio-culturale di Vygotskij. In particolare lo colpì la zona di sviluppo prossimale, che fu descritta da Vygotskij e non contemplata da Piaget.

## Metodi di studio

### Disegni di ricerca

#### Disegni longitudinali
Nei disegni longitudinali si valutano i cambiamenti nel corso del tempo, pertanto si ricercano mutamenti di un bambino o di un gruppo di bambini, per misurarli in tempi diversi e a distanza predefinita.
- Vantaggi: i disegni longitudinali seguono i cambiamenti dello sviluppo nel tempo;[30]
- Svantaggi: sono piuttosto costosi e per un numero limitati di partecipanti (lo studio di Meier fu un'eccezione). Un ulteriore limite può essere il cosiddetto «effetto pratica», poiché i soggetti vengono valutati nel tempo sulle stesse competenze.[30] Per ovviare a questo inconveniente vengono proposti stimoli diversi, seppur equivalenti.

#### Disegni trasversali (Studio Cross-Sectional)
Nei disegni trasversali (Studio Cross-Sectional) vengono somministrati dei test a gruppi eterogenei di persone, presi nello stesso momento. 
- Vantaggi: questi studi sono particolarmente veloci ed economici, ed è possibile applicarli a gruppi piuttosto numerosi. In aggiunta verrebbe meno l'effetto pratica, tipico degli studi longitudinali, per il ripetersi degli stimoli nel tempo;[33]
- Svantaggi: tuttavia in un dato gruppo di individui, le caratteristiche particolari insite nel gruppo stesso, per esempio secondarie a un possibile bias di selezione, potrebbero inficiare i risultati e condurre a una interpretazione dei dati errata: fatto che non si presenta negli studi longitudinali che osservano le persone in un lungo periodo di tempo.[33]

#### Ricerche correlazionali
Le ricerche correlazionali permettono di stabilire se una variabile è associata a un'altra. Questi studi non possono essere considerati sperimentali in quanto le due variabili sono già presenti nell'ambiente e non introdotte con l'esperimento.
- Vantaggi: sono studi utilizzabili quando non è possibile adattare e manipolare una variabile;
- Svantaggi: non permettono di valutare il nesso di causalità fra i processi valutati.[34]

#### Disegno sperimentale
Il disegno sperimentale è un metodo di ricerca che consiste nel misurare una variabile d'interesse, somministrare la variabile e misurarne gli effetti dopo l'esperimento. 
- Vantaggi: permettono di comprendere le relazioni di causa ed effetto;
- Svantaggi: la situazione controllata, può condizionare i comportamenti e le risposte dei soggetti arruolati.[39]

### Metodi di raccolta dati
La psicologia dello sviluppo studia nei bambini le diverse capacità con test dedicati alle loro caratteristiche ed età. Esistono diversi metodi di osservazione tra questi, i principali sono i seguenti:

#### Osservazione naturalistica o "Real World"
Nell'Osservazione naturalistica o "Real World" i soggetti vengono osservati nei loro luoghi di vita quotidiani (casa, scuola, luogo di lavoro, eccetera). L'osservatore dev'essere attento (valutando solo ciò che interessa misurare) e privo di pregiudizi. Probabilmente il metodo più difficoltoso per studiare gruppi, poiché molte variabili non possono essere controllate, ma si possono studiare solamente differenze tra gruppi diversi senza assegnazione casuali.
- Vantaggi: consente di osservare il comportamento nel mondo reale senza alcuna manipolazione
- Svantaggi: i risultati non possono essere replicabili, né estesi a tutta la popolazione.

#### Osservazione sistematica/strutturale
La Osservazione sistematica/strutturale viene eseguita in ambienti standardizzati come, per esempio, laboratori di ricerca. Si possono osservare comportamenti rari, di limite e socialmente indesiderabili. È guidata da uno specifico obiettivo conoscitivo e implica procedure particolari, come la registrazione video di quello che è stato osservato o attraverso somministrazione di questionari.
- Vantaggi: di certo è una procedura replicabile
- Svantaggi: potrebbero però entrare in gioco degli artefatti nelle risposte, dovuti alla presenza dell'osservatore.

#### Osservazione quasi-sperimentale
Nell'Osservazione quasi-sperimentale il ricercatore introduce una modifica guidata da ipotesi predefinite e i partecipanti rimangono in un ambiente noto.
- Vantaggi: è possibile individuare delle relazioni di causa ed effetto, poiché lo studio osservazionale si basa su ipotesi di lavoro ben definite
- Svantaggi: non è dato manipolare completamente le variabili con la possibilità della presenza di una variabile di "disturbo" che potrebbe modificare i risultati ottenuti.

#### Osservazione clinica
L'Osservazione clinica è un'osservazione svolta da un clinico/ricercatore esperto; è un metodo descrittivo e può essere utilizzato per individuare un disturbo e orientarsi sulla cura. Piaget utilizzò questo metodo in molte delle sue ricerche.
- Vantaggi: permette una diagnosi e una terapia
- Svantaggi: non è una misura standardizzabile, infatti dipende dall'esperienza del singolo professionista.[46]

#### Osservazione psicofisiologica o dati psicofisici
L' Osservazione psicofisiologica o dati psicofisici permetteno di evidenziare relazioni fra eventi biologici e psicologici, noti anche come indici psicofisiologici. Infatti vengono rilevate caratteristiche fisiologiche (dette anche "percorsi psicologici"), come battito cardiaco o il funzionamento cerebrale, collegati con determinati aspetti psicologici. È utile per valutare operazioni mentali in soggetti incapaci di verbalizzare (per esempio nei bambini piccoli), tuttavia alcune risposte fisiologiche possono essere ricondotte o causate da fattori diversi.

#### Osservazione standard (test standardizzati)
L'Osservazione standard (test standardizzati) è utile per rappresentare una misura oggettiva dei comportamenti, secondo delle valutazioni indipendenti dal giudizio degli osservatori. Si propongono delle domande o degli stimoli, la cui risposta verrà valutata con criteri rigidi: le risposte sono "quantizzabili" e confrontate con un gruppo di riferimento. In questo modo è dato capire se il risultato sarà uniforme nella popolazione o invece si discosta per differenze significative. 

#### Inchieste
Alcuni quesiti difficili da studiare con l'osservazione "diretta o "osservazione naturalistica, possono essere valutati secondo l'osservazione "indiretta", attraverso l'uso di questionari e interviste. Il metodo dell'inchiesta valuta la possibilità che un individuo metta in atto o meno il comportamento in studio, si basa sulle risposte dei partecipanti, che possono essere più o meno veritiere. In effetti il limite di queste osservazioni potrebbe essere costituito dalla cosiddetta "desiderabilità sociale", che porta il soggetto a rispondere nel modo migliore che lo rappresenti.. In ogni caso questo metodo di raccolta dati è di grande utilizzo e ha prodotto risultati notevoli, a patto che il campione statistico sia abbastanza ampio da garantire la rappresentatività della popolazione in studio.
- Questionari

Il questionario rappresenta un dispositivo efficace per raccogliere informazioni sullo sviluppo dei bambini. Composto da un insieme strutturato di domande e relative categorie di risposta, alle quali si può rispondere con risposte chiuse o aperte, può essere somministrato a genitori, insegnanti, ma anche ai bambini stessi. Il questionario CBLC è stato molto impiegato negli Stati Uniti per evidenziare eventuali comportamenti a rischio in bambini a sviluppo tipico, specie come risorsa di screening in particolari popolazioni, e poter così individuare precocemente degli atteggiamenti associati a disturbi del neurosviluppo come l'ADHD.
- Interviste

Le interviste sono un metodo più o meno strutturato, che comporta delle domande in numero e ordine previsto. Fanno parte dei test di prestazione tipica che misurano tratti quali la personalità o gli atteggiamenti. Le interviste possono essere strutturate, in cui le domande e la successione sono già stabilite, o non strutturate in cui vi è minore rigidità e possono permettere domande più minuziose.
Sia le interviste che i questionari sono dei metodi di raccolta dati molto utilizzati, perché permettono di acquisire in maniera sistematica determinati comportamenti che hanno un effettivo riscontro oggettivabile all'esterno, per esempio attraverso l'attività del clinico. Potrebbero però in realtà soffrire di una condizione limitante, legata alla possibilità che i partecipanti possano rispondere in modo non completamente veritiero, ma più socialmente accettabile.. L' interpretazione dei risultati possono essere riferite alla "norma" o a un "criterio". Nel primo caso si confrontano i risultati di un soggetto al test con la rappresentazione statistica della popolazione, nel secondo caso si confronta la prestazione di un soggetto con un criterio diverso dalla prestazione di altri individui.

## Genetica vs epigenetica del comportamento

Mappa concettuale per il dogma centrale della biologia molecolare.

Fra i dibattiti sulla psicologia umana, presenti sin dagli albori degli studi psicologici, uno è sicuramente ancora di attualità: definito dibattito natura-nutrimento secondo alcuni, o Nurture e Nature secondo altri. Consiste essenzialmente nel dare la risposta sulle origini delle capacità umane innate da un lato o acquisite con l'esperienza dall'altro, per arrivare a interrogarsi anche sul ruolo patogenetico delle informazioni provenienti dall'ambiente e da ciò che può essere frutto dell'ereditarietà genetica Negli ultimi anni è sempre più sfumata l'importanza dell'origine biologica o di quella esperienziale, per lasciar sempre più spazio all'integrazione dei due processi che si spiega perfettamente con l'epigenetica, che è appunto l'osservazione delle interazioni molecolari fra le informazioni provenienti dall'esterno e quelle provenienti dall'interno, contenute nel nostro DNA.
Se però vogliamo entrare nel dettaglio della disputa, si possono evidenziare diversi punti di incontro fra le due posizioni:
1. si sa che il genoma[N 9] è composto da una parte relativamente stabile (la molecola del DNA), che potremmo paragonare a un hardware e che in condizioni naturali muta molto lentamente, e da un complesso molto più attivo che interagisce con l'ambiente e che è appunto l'epigenoma, paragonabile a un software.[65][69][70][71]
2. siamo a conoscenza del fatto che qualsiasi evento interagisca con il nostro software (parlare, mangiare, soffrire, ascoltare: praticamente tutto ciò che ci circonda e che noi percepiamo[72], ci "modifica").[65] Questa trasformazione è inizialmente reversibile [73] e istantanea, ma se ripetuta nel tempo potrebbe apportare modifiche nel nostro hardware in maniera virtualmente irreversibili.[74][75]Meccanismi dell'epigenetica

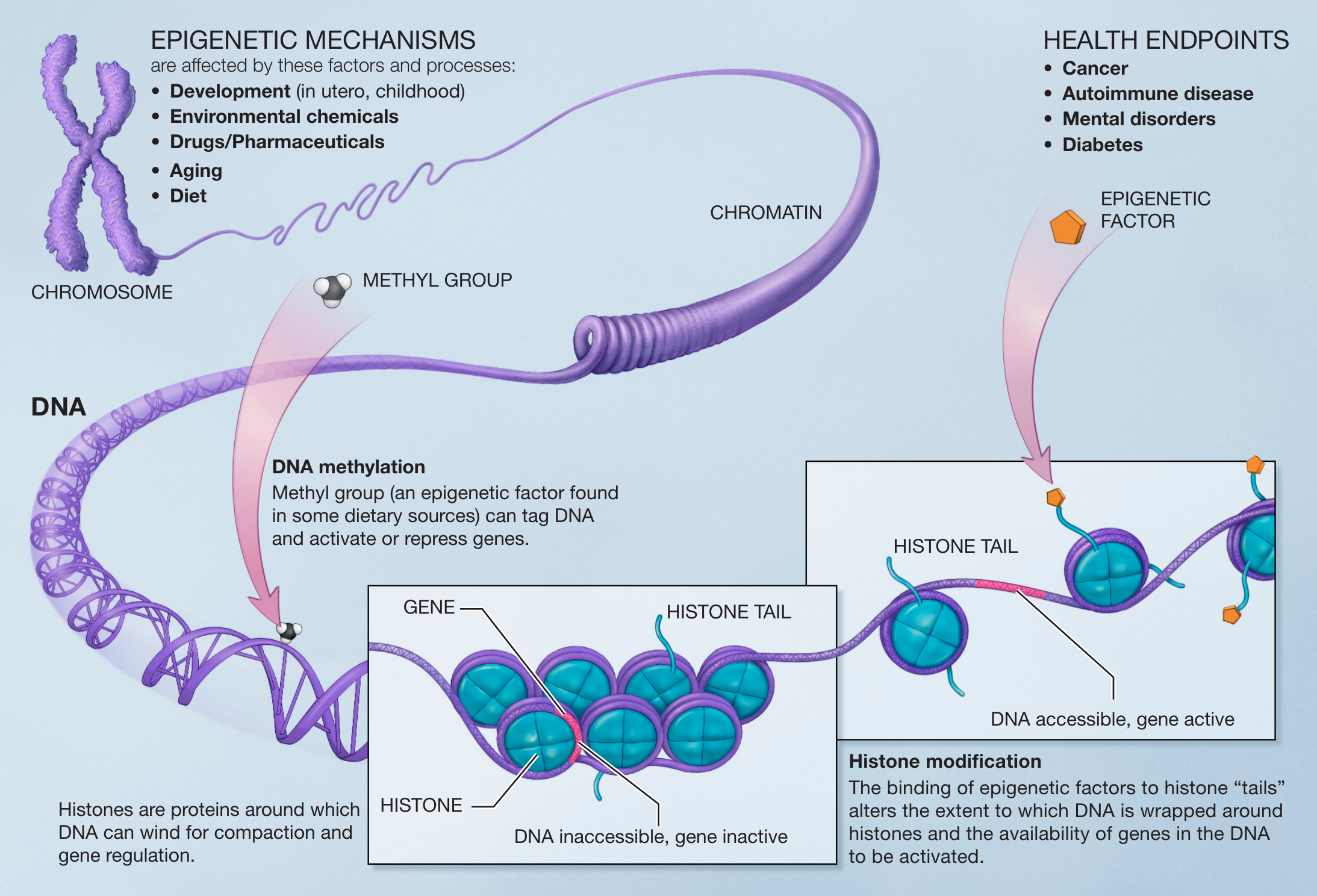
Meccanismi dell'epigenetica

3. lo studio dei gemelli monozigoti o identici e del loro genoma, ha permesso di identificare degli aspetti che "convaliderebbero" entrambe le teorie[N 10] I ricercatori che studiassero il patrimonio genetico di due gemelli monozigoti nella prima infanzia (Nature), lo troveranno essenzialmente identico, mentre chi valuterà il genoma degli stessi individui a distanza di molti anni e immersi in realtà diverse (Nurture), lo troverà significativamente modificato.[78]
4. vi sono studi che confermano che molte delle mutazioni epigenetiche si trasmettono da una generazione cellulare a un'altra, così da facilitarne e stabilizzarne la diversificazione morfo-funzionale nei vari tessuti[79] Parte dei segni epigenetici nei gameti si possono trasmettere da una generazione all'altra, così si possono trasferire anche anomalie e patologie di natura neoplastica.[80]
5. le maggiori trasformazioni epigenetiche avvengono in cellule che possano avere un aspetto genomico più "plastico", come le cellule staminali. Alcune "alterazioni" possono essere trasferite alla discendenza attraverso la "male-line" transgenerazionale.[81][82]

A questo punto, come accennato prima, il flusso continuo di informazioni e stimoli molecolari, possono influenzare lo sviluppo di ogni cellula/tessuto e per estensione di ogni organismo, obbligandolo a acquisire, elaborare e fissare ogni singolo evento, dapprima a livello epigenetico a breve termine, e successivamente anche a livello genico in modo permanente.

### Selezione artificiale
Studiando topi da laboratorio, R.C.Tyron mise in evidenza l'esistenza di due tipi di topi: i topi bravi ad uscire da un labirinto e topi meno bravi ad uscire dallo stesso labirinto. Egli divise i topi in base al numero di errori che essi facevano nell'uscire dal labirinto e fece accoppiare topi "intelligenti" con altri topi "intelligenti" e topi meno "intelligenti" con altri topi meno "intelligenti" e scoprì che andando avanti con le generazioni di topi, gli errori diminuivano progressivamente nei topi "intelligenti" e aumentavano progressivamente negli altri.
Questo esperimento permise di ipotizzare come possibile causa dell'aumentare/diminuire degli errori dei topi il fattore genetico.

### Studi familiari
In epidemiologia genetica, che è una scienza applicata che utilizza metodi sia biologici che statistici, gli studi familiari sono studi per stabilire se una malattia o un tratto si trasmette all'interno di una famiglia. In pratica, sono studi volti a rilevare la presenza o l'assenza di associazione familiare alla malattia o il tratto. La ricerca familiare può anche essere utilizzata per stimare la penetranza per un dato genotipo, per condurre studi di associazione genetica e per studiare potenziali modificatori del rischio genetico di un individuo. Se uno studio familiare mostra che un tratto è familiare, questo è un criterio necessario, ma non sufficiente, per stabilirlo come geneticamente influenzato.

### Tipi
Ci sono tre tipi principali di studi familiari in genetica:

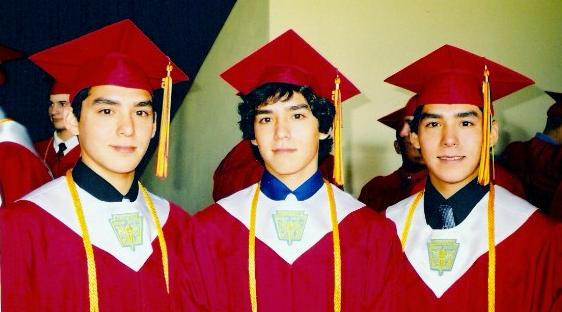
Tre gemelli identici

1. Quelli volti a misurare l'entità dell'aggregazione familiare per un tratto;[N 11]
2. Studi di linkage volti a identificare specifici loci genetici che hanno un effetto da moderato a grande sul rischio;[N 12]
3. Studi di associazione volti a rilevare loci con effetti relativamente piccoli sul rischio.[90][N 13]

Gli studi familiari si basano sull'ipotesi che se due individui legati da un certo grado di parentela vivono nello stesso ambiente, ci si può aspettare una correlazione, per un certo tratto psicologico, che varia a seconda del grado di parentela che intercorre tra loro.
Esistono due tipi di studi familiari in questo senso:
1. Studi gemellari: studiano i gemelli e le loro caratteristiche in comune, avendo essi un grado di parentela di 1.00[N 14]
2. Studi gemellari adottivi: si riferiscono a coppie di gemelli separati alla nascita e che non condividono geni con gli individui della famiglia adottiva; sono utili per esaminare i fattori ambientali nello studio.

Va precisato che gli studi condotti su coppie di gemelli identici (monozigoti), che condividono lo stesso ambiente, non indicano se un certo tratto psicologico dipende da fattori genetici o ambientali, essendo presenti diversi fattori causali:
- Fattori genetici
- Ambiente condiviso
- Unici (ambiente unico) e personali

### Principi importanti
1. Canalizzazione: esistono alcuni genotipi la cui manifestazione è scarsamente o per niente influenzata dall'ambiente. Un esempio tipico è quello della lallazione nei neonati sordi, che si manifesta anche se l'ambiente non influisce immediatamente (i neonati sordi non hanno la cognizione dell'abilità "lallare") ma successivamente.
2. Range di possibilità: il genotipo di cui siamo dotati influenza il numero delle abilità che possiamo imparare e il grado di competenza a cui possiamo svilupparle.
3. Interazione gene-ambiente: l'ambiente può influire sul fenotipo di un individuo in maniera attiva (se l'ambiente è stato scelto) o passiva (se non è stato scelto). Un altro tipo di influenza è quella evocativa, ovvero un certo stimolo dell'ambiente evoca una certa risposta nel soggetto al fine di bloccarlo o perpetrare la risposta. Le modalità con cui questa interazione agisce dipendono in gran parte dall'età e dal grado di maturazione dell'individuo.